# Hawthorne, New Jersey
Hawthorne är en kommun (borough) i Passaic County i New Jersey. Vid 2020 års folkräkning hade Hawthorne 19 635 invånare.